# Anemesia
Anemesia es un género de arañas migalomorfas de la familia Cyrtaucheniidae. Se encuentra en Asia central.

## Lista de especies
Según The World Spider Catalog 11.5:
- Anemesia birulai (Spassky, 1937)
- Anemesia incana Zonstein, 2001
- Anemesia karatauvi (Andreeva, 1968)
- Anemesia tubifex (Pocock, 1889)